# Тувинцы в Китае
Тувинцы в Китае (тув. Кыдат тывалар, кит. упр. 圖瓦人在中國, пиньинь Tú wǎ rén zài zhōngguó) — один из малочисленных тюркоязычных народов Китая. Согласно переписи 2021 года, их численность составляет около 4 300 . Традиционные регионы их компактного проживания — район Алтай на севере Синьцзян-Уйгурского автономного района и Или-Казахский автономный округ. В частности, в таких населённых пунктах, как Ак-Хаба, Ха-нас, Хом, Кок-Догай, Тамыкы и Ала-Хаак, в которых тувинцы проживают совместно с казахским населением. Этнический состав тувинцев состоит из родоплеменных групп (сөөк): хойук, иргит, чаг-тыва, ак-соян, кара-сал, кара-тош, кызыл-соян, хойт, делег, калга, хаа-дарган.
Проживающие в Китае тувинцы говорят преимущественно на мончакском языке. В качестве письменности используют китайское или монгольское письма.

## История
Считается, что северо-запад Китая — исконное место проживания тувинского народа.
После разгрома в 1757 году Джунгарского ханства Цинской империей часть тувинцев, кочевавших южнее «линии монгольских караулов» и получивших наименование «алтайские урянхайцы», оторвалась от основной массы и оказалась в составе Западной Монголии.
В 1864 году, когда Казахстан вошел в состав Российской империи, в результате войны тувинцев с русской армией южная приграничная часть Китайского Алтая оказалась на территории Казахстана (озера Марга-Хол, Чайсан-Хол). Что, в свою очередь, сказалось и на казахском народе, так как демаркизация российско-китайской границы в районе Синьцзяна, осуществленная в 80-х годах XIX века после присоединения Средней Азии к Российской Империи, привела к территориальному разделению казахского этноса.
После образования в 1921 году Тувинской Народной Республики часть тувинцев, не принявших новую власть, бежала в северо-запад Китая (ныне Синьцзян-Уйгурский автономный район) через Монголию. Однако в 60-х годах из-за политики Культурной революции масса была вынуждена обратно в Тыву будучи автономной республикой в составе РСФСР. Политика Культурной революции, проводимая Мао Цзэдуном, оставила определённый отпечаток в жизни китайских тувинцев. Во время этого периода были запрещены национальные обряды, проводились репрессии по отношению к священнослужителям, уничтожались предметы быта и утварь. Однако благодаря труднодоступности мест проживания тувинцев, связанной с отгороженностью высокими горами, отсутствии дорог и изолированным географическим положением, тувинцы смогли избежать ежедневного контроля китайских властей, а также тайно проводить семейные и календарные обряды, не привлекая внимания коммунистически настроенных властей.
В последние годы среди китайских тувинцев наблюдается рост национального самосознания. Теперь силами местных активистов планируется подготовительная работа по включению китайских тувинцев в список официально признанных национальностей Китая 57-м народом. Наблюдается попытка реанимировать этноним тыва в пределах Китая в качестве самоназвания народа, чтобы другие этносы в отношении их пользовались этим этнонимом.

## Распределение тувинцев Китая
| Название деревни | Количество тувинцев | Основной процент от остальных жителей |
| ---------------- | ------------------- | ------------------------------------- |
| Ак-Хаба          | 386                 | 42,28 %                               |
| Ханас            | 752                 | 83,09 %                               |
| Хом              | 641                 | 44,54 %                               |